# Eustroma moorei
Eustroma moorei är en fjärilsart som beskrevs av Carl Peter Thunberg 1910. Eustroma moorei ingår i släktet Eustroma och familjen mätare. Inga underarter finns listade i Catalogue of Life.